# Det Nørrejydske Redningsvæsen

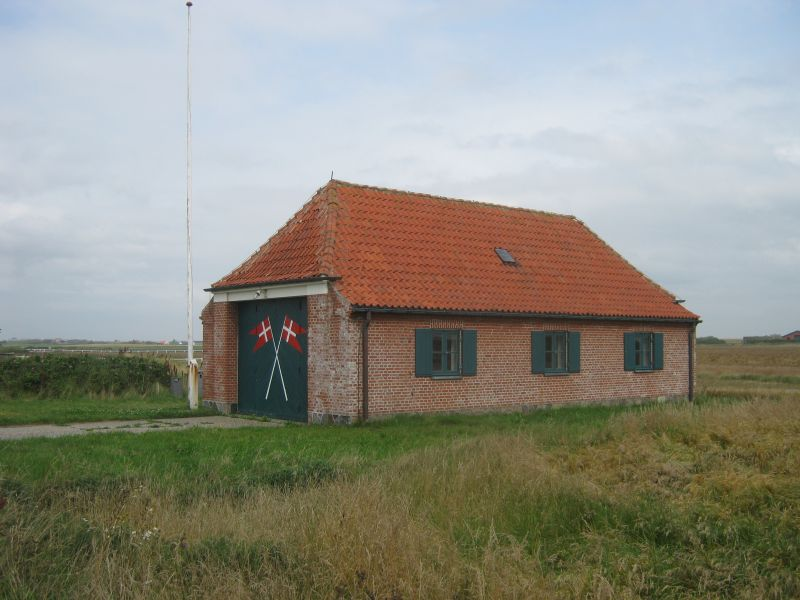
Nuvarande båthus från 1936 på Redningsstation Tuskær i Fjaltring, som grundades 1848 som andra sjöräddningsstation vid Nordsjön.

Det Nørrejydske Redningsvæsen var en av två ursprungliga statliga sjöräddningsorganisationerna i Danmark. Den grundades 1852 tillsammans med sin systermyndighet Det Bornholmske Redningsvæsen efter ett beslut i Folketinget och fick sitt huvudkontor i Lemvig i Västjylland.

## Historik
På Bornholm fanns en tradition med en särskild "osänkbar" räddningsbåt sedan 1822, då strandingskommissionær H.J. Hansen (1801-1854) i Svaneke finansierade en räddningsbåt, som stationerades i Snogebæk.
Vid Jyllands Nordsjökust agiterade strandingskommissionären Christopher Berent Claudi i mitten av 1840-talet för att upprätta sjöräddningsstationer. Han reste 1845 på egen bekostnad till England för att studera hur sjöräddningsväsendet fungerade där. Hans arbete ledde till att han 1847 fick medel av kung Kristian VIII och Frimurarlogen i Köpenhamn för att anskaffa raketapparat, en sjöräddningsbåtar och simbälten. På försöksbasis inrättades 1847 räddningsstationerna Flyvholm och Tuskær med frivillig personal, båda i nuvarande Lemvigs kommun. Raketapparaterna inköpte Claudi i England.
I oktober 1849 tillsattes en statlig kommission med uppgift att föreslå hur en sjöräddningstjänst skulle organiseras på Jyllands västkust och på andra ställen. Den avgav ett betänkande i december 1849, med förslag om att koncentrera verksamheten till den jylländska västkusten. Det genomfördes där i stort sett enligt förslaget. 13 räddningsstationer skulle förses med både raketapparat och en osänkbar räddningsbåt, åtta skulle bara ha raketapparat, och Agger Kanal Redningsstation enbart båt. Räddningsstationerna på Jyllands västkust täckte sträckan mellan Skagen i norr och Blåvand i söder. Av räddningsstationerna med både båt och raketapparat låg åtta norr om Limfjorden: Skagen, Kandestederne, Nørre Tornby, Lønstrup, Løkken, Blokhus, Hanstedholm och Nørre Vorupør. Senare inrättades det norr om Limfjorden också räddningsstationer i Gamle Skagen, Tversted, Hirtshals, Skallerup Klit, Rødhus, Thorup Strand, Madsbøl, Vigsø, Vangså, Stenbjerg, Lyngby och Hedegårdene. 
Det Nørrejyske Redningsvæsen och Det Bornholmske Redningsvæsen inrättades som myndigheter med "Lov angaaende Redningsvæsenet på de danske Kyster" i mars 1852. Med lagen inrättades räddningsstationer inte bara på Jyllands västkust, utan också på Bornholm, vilket inte hade ingått i kommissionens förslag. 
Christopher Berent Claudi utnämndes till den förste chefen för Det Nørrejyske Redningsvæsen. Denna bestod redan 1852 av 19 räddningsstationer mellan Skagen i norr till Blåvand i söder.

## Organisatorisk utveckling
Myndigheterna låg först under Indenrigsministeriet och från 1896 under Landbrugsministeriet. År 1996 flyttades de till Marineministeriet. År 1926 slogs de två verksamheterna samman till en enda organisation, Redningsvæsenet, med placering i Köpenhamn, från 1950 sorterat under Forsvarsministeriet. 
År 1973 bildades Farvandsvæsenet av flera myndigheter. Redningstjenstenen ingick som en del, nu omdöpt till Kystredningstjenesten. Denna myndighet upplöstes 2012, varvid sjöräddningen övergick till Søværnet.